# Feyenoord Rotterdam 1969-1970
Questa voce raccoglie le informazioni riguardanti il Feyenoord Rotterdam nelle competizioni ufficiali della stagione 1969-1970.

## Avvenimenti
In campionato, il Feyenoord arriva al secondo posto, alle spalle dell'Ajax. In Coppa nazionale, il club di Rotterdam, detentore del titolo avendo vinto l'edizione precedente, accede al secondo turno, dov'è eliminato dal GVAV-Rapiditas per 1-0. In Coppa Campioni, gli olandesi travolgono il KR Reykjavík (12-1, sei reti di Ruud Geels, cinque ad opera di Kindvall), accedendo agli ottavi di finale, dove affrontano il Milan campione d'Europa: Nestor Combin decide l'incontro d'andata giocato a Milano in favore degli italiani, ma al ritorno il Feyenoord s'impone per 2-0 con le reti di Wim Jansen e di Willem van Hanegem, raggiungendo i quarti di finale. Come contro il Milan, gli olandesi perdono 1-0 l'andata in trasferta contro il Vorwärts Berlino e vincono in casa 2-0; in semifinale, il club di Rotterdam si scontra con i polacchi del Legia Varsavia: 0-0 in Polonia, 2-0 a Rotterdam per il Feyenoord, che arriva in finale. A San Siro, gli olandesi sono di fronte al Celtic: al vantaggio dello scozzese Tommy Gemmell, replica dopo pochi minuti il capitano Rinus Israël; la sfida si protrae fino ai tempi supplementari, decisa nei minuti conclusivi da una marcatura dello svedese Ove Kindvall. Il Feyenoord alza la prima Coppa dei Campioni della sua storia, la prima per una squadra olandese. Kindvall è il miglior marcatore stagionale, secondo nella classifica capocannonieri sia del campionato olandese sia della Coppa Campioni.

## Organico

### Rosa
| N. |                        | Ruolo | Calciatore              |
| -- | ---------------------- | ----- | ----------------------- |
|    | Paesi Bassi (bandiera) | P     | Bert Kik                |
|    | Paesi Bassi (bandiera) | P     | Eddy Pieters Graafland  |
|    | Paesi Bassi (bandiera) | P     | Eddy Treijtel           |
|    | Paesi Bassi (bandiera) | D     | Guus Haak               |
|    | Paesi Bassi (bandiera) | D     | Rinus Israël (capitano) |
|    | Paesi Bassi (bandiera) | D     | Theo Laseroms           |
|    | Paesi Bassi (bandiera) | D     | Piet Romeijn            |
|    | Paesi Bassi (bandiera) | D     | Joop van Daele          |
|    | Paesi Bassi (bandiera) | D     | Theo van Duivenbode     |
|    | Paesi Bassi (bandiera) | D     | Mathijs van Toorn       |
|    | Paesi Bassi (bandiera) | D     | Cor Veldhoen            |

| N. |                        | Ruolo | Calciatore         |
| -- | ---------------------- | ----- | ------------------ |
|    | Paesi Bassi (bandiera) | C     | Ruud Geels         |
|    | Austria (bandiera)     | C     | Franz Hasil        |
|    | Paesi Bassi (bandiera) | C     | Wim Jansen         |
|    | Paesi Bassi (bandiera) | C     | Rob Theuns         |
|    | Paesi Bassi (bandiera) | C     | Willem van Hanegem |
|    | Paesi Bassi (bandiera) | C     | Piet Vrauwdeunt    |
|    | Svezia (bandiera)      | A     | Ove Kindvall       |
|    | Paesi Bassi (bandiera) | A     | Coen Moulijn       |
|    | Paesi Bassi (bandiera) | A     | Henk van Leeuwen   |
|    | Paesi Bassi (bandiera) | A     | Henk Wery          |